# Espeletia
Espeletia, cuyos miembros son conocidos comúnmente como frailejones, es un género de plantas de la familia  Asteraceae, nativas de Colombia, Ecuador y Venezuela. Comprende 175 especies descritas y de éstas, solo 73 aceptadas.

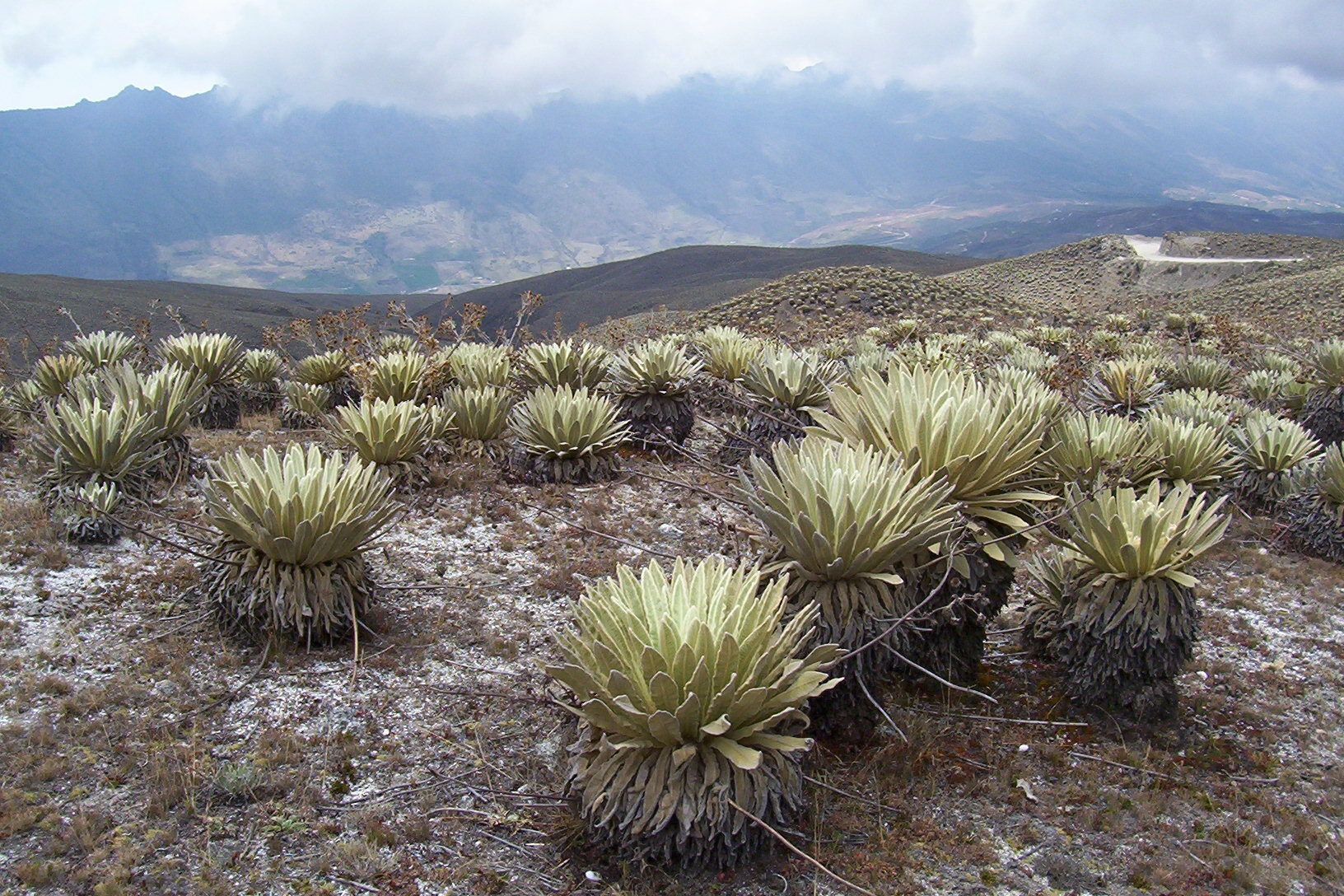
Páramo de Piedras Blancas con una especie de Espeletia en el Estado Mérida, Venezuela

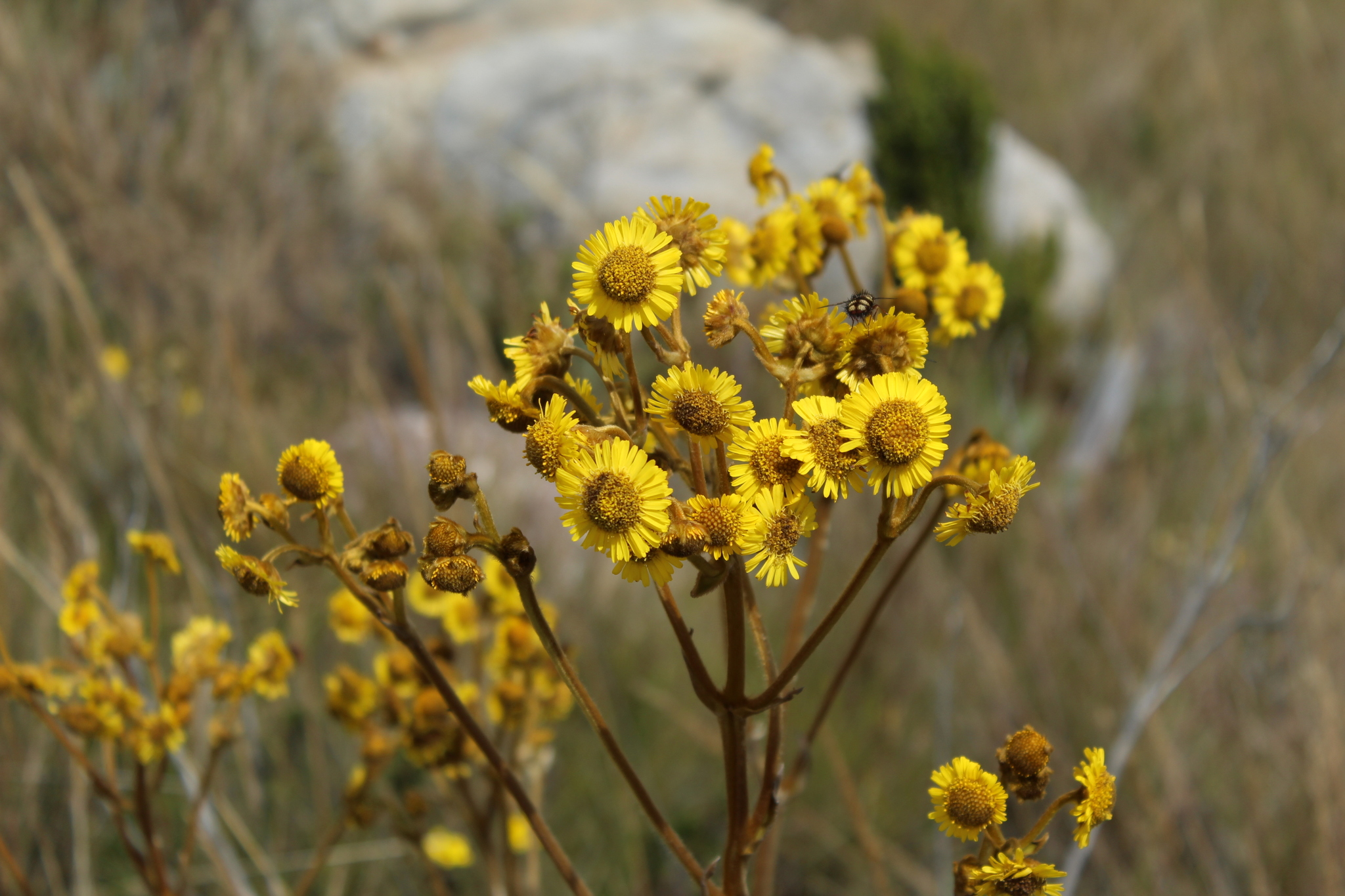
Espeletia boyacensis, Duitama, Colombia

## Descripción
Estas plantas poseen un tronco grueso, generalmente único, con hojas suculentas y muy velludas que se disponen en una apretada espiral formando una roseta en la parte superior del tallo. Las hojas muertas a lo largo de este, en lugar de caer, permanecen protegiéndolo. Esta serie de adaptaciones fisiológicas se deben a las drásticas condiciones climáticas de las alturas andinas (frío, alta irradiación UV, estacionalidad diaria y escasez fisiológica de agua). 
Cumplen una gran función en los páramos de retener el agua por medio de condensacion de las neblinas, conservarla y fijarla al suelo por capilaridad. Los frailejones tienen una característica básica como crecer un centímetro cada año.

## Distribución y hábitat
Estas especies forman una gran parte importante de la ecología y la biodiversidad de los páramos de Colombia y Venezuela. En el Ecuador se da solamente una especie (Espeletia pycnophylla) que se extiende hasta las provincias limítrofes con Colombia de Carchi y Sucumbíos, aunque hay una población de distribución aberrante en el centro del país, en los Llanganates de la provincia de Tungurahua. 

Junto con otras especies, como las comúnmente llamadas "achupallas", de los géneros Puya  y Blechnum, forman el paisaje paramero de "rosetas gigantes".
La convergencia adaptativa de ecosistemas semejantes al páramo, como el cinturón afroalpino, resulta evidente, entre otras cosas, por la presencia en los "páramos africanos" de rosetas gigantes semejantes a los frailejones sudamericanos pero de géneros como Dendrosenecio y Lobelia.

## Taxonomía
El género fue descrito por Bonpland y publicado en Pl. Aequinoct. (Humboldt & Bonpland) 2(9): 10, t. 70-72. 1808
El género Espeletia sensu Cuatrecasas se encontraba dentro de la subtribu Espeletiinae junto a otros 7 géneros, estudios filogenéticos posteriores sugirieron que esta clasificación era artificial debido a que la mayoría de los géneros eran polifiléticos o parafiléticos. Es por esta razón que en 2019 se decidió que solo el género Espeletia debería ser reconocido dentro de la subtribu y que los otros 7 géneros fueran considerados sinónimos heterotípicos de este.
Etimología
Espeletia: nombre genérico otorgado en honor a José Manuel de Ezpeleta, el virrey de Nueva Granada en 1789 – 1797.
Los géneros Carramboa, Coespeletia, Espeletiopsis, Paramiflos, Ruilopezia y Tamania fueron descritos por José Cuatrecasas Arumí y publicados en Phytologia 35(1) 1976. Y el género Libanothamnus fue descrito por Adolfo Ernst y publicado en Vargasia 1870: 186. 1870.

## Usos medicinales
Sus flores son de color amarillo y sus hojas están asociadas con diversos usos medicinales.
Esta planta posee propiedades curativas ya que se considera capaz de prevenir tumores, además de ser antihipertensiva y antiinflamatoria. También se considera que es un excelente antioxidante a nivel celular gracias a los compuestos fenólicos  y al ácido kaurénico que posee
Las hojas preparadas en infusión calman las afecciones renales y en decocción las pulmonares. La resina es la materia para la fabricación de jarabes contra la tos. También se usa como ungüento y el té o cataplasma preparado con las hojas combate el asma y otras enfermedades de las vías respiratorias.

## En la cultura
- El frailejón (Espeletia grandiflora) aparece en la moneda de 100 pesos colombianos a partir de 2012.[14]
- Frailejón Ernesto Pérez, un personaje de la serie de televisión Cuentitos Mágicos de Señal Colombia, es una caricatura inspirada en una planta de este género. En el año 2022, una canción sobre este personaje se volvió viral en la red social TikTok.[15]

## Algunas especies aceptadas
Entre las 137 especies del género Espeletia se encuentran algunas separadas según su clasificación anterior:
- Espeletia annemariana Cuatrec.
- Espeletia arbelaezii Cuatrec.

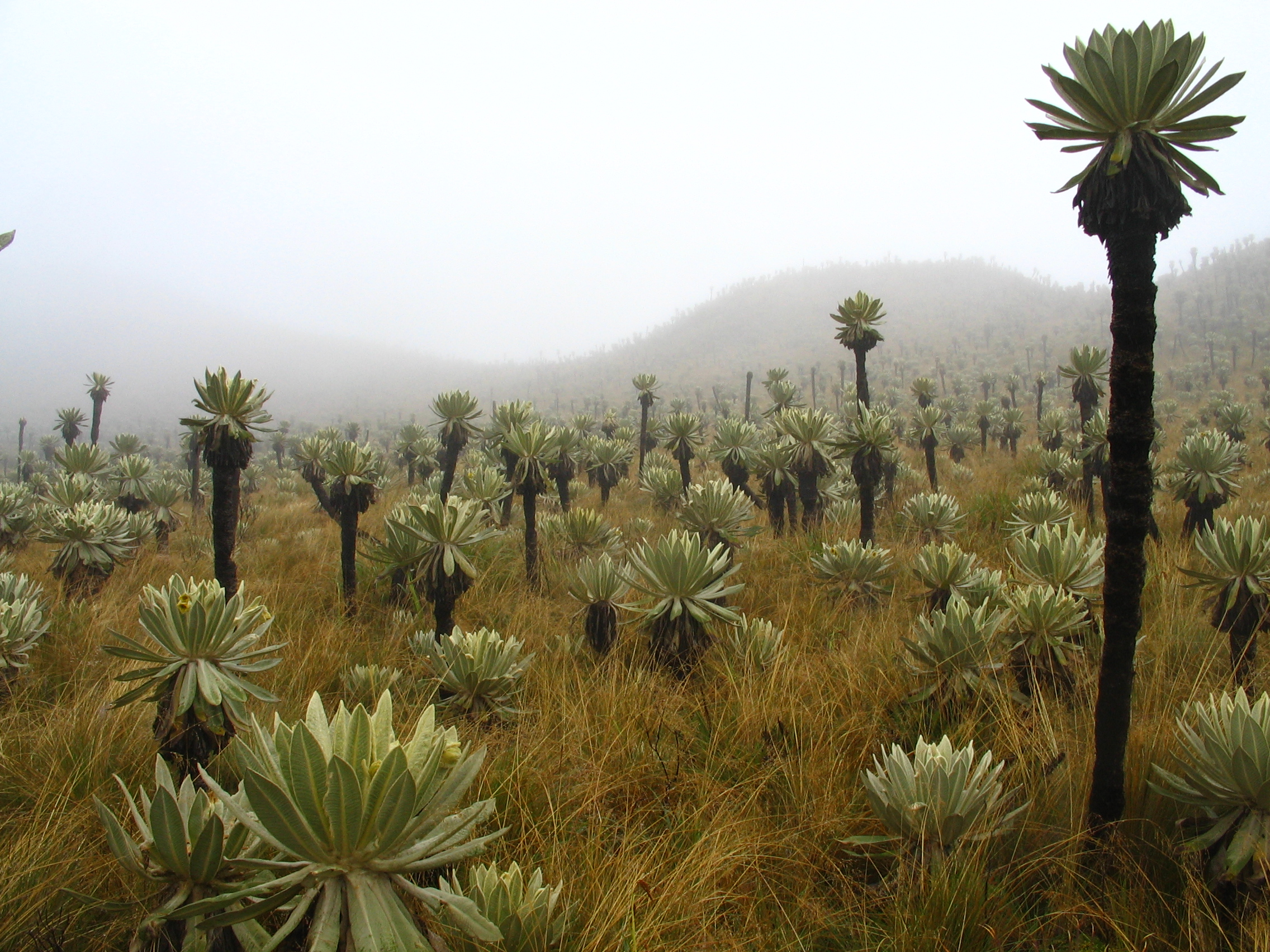
E. pycnophylla, en los páramos de la reserva ecológica El Angel, Ecuador

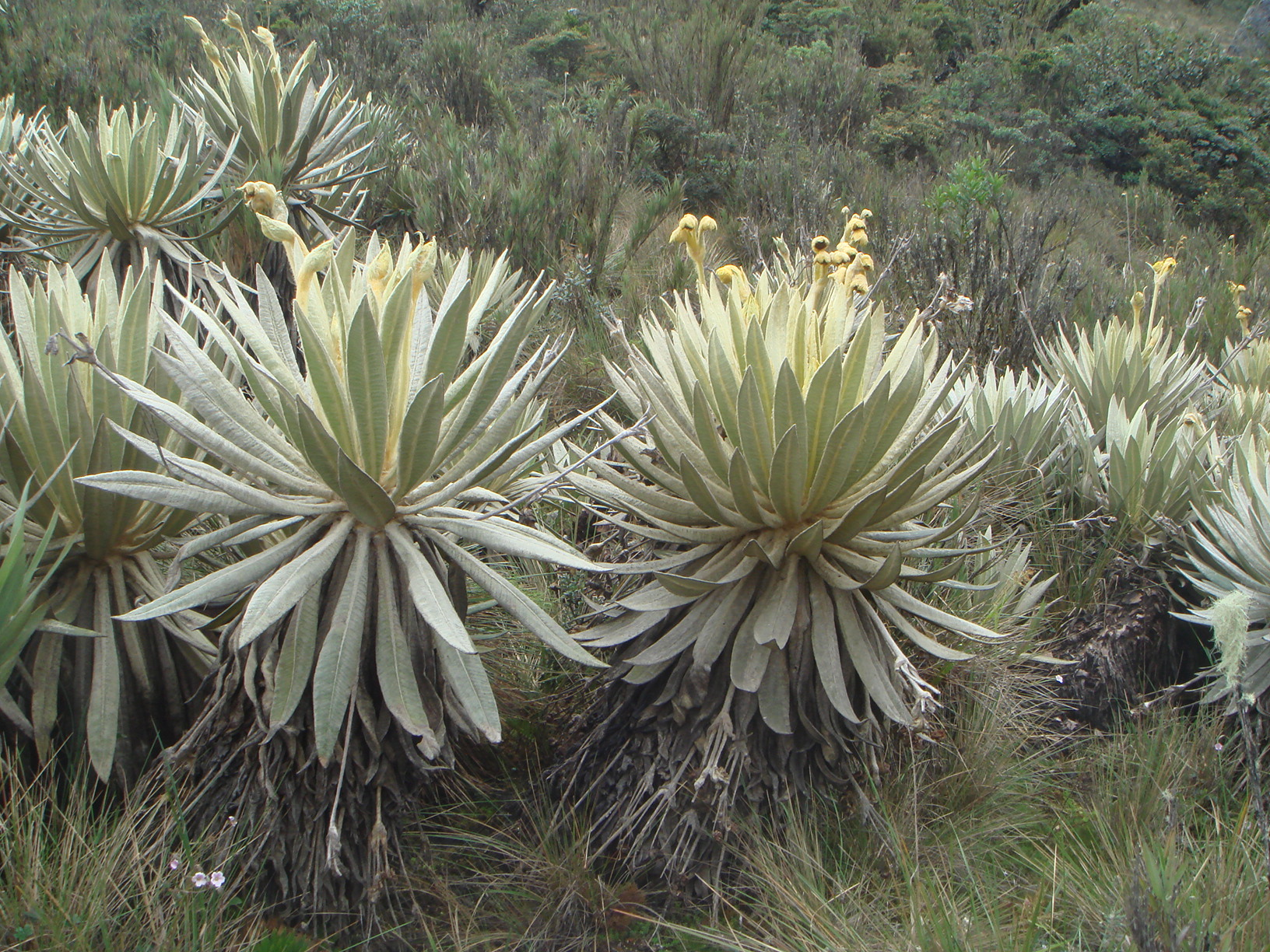
Espeletia killipii en el Páramo de Guasca, Colombia

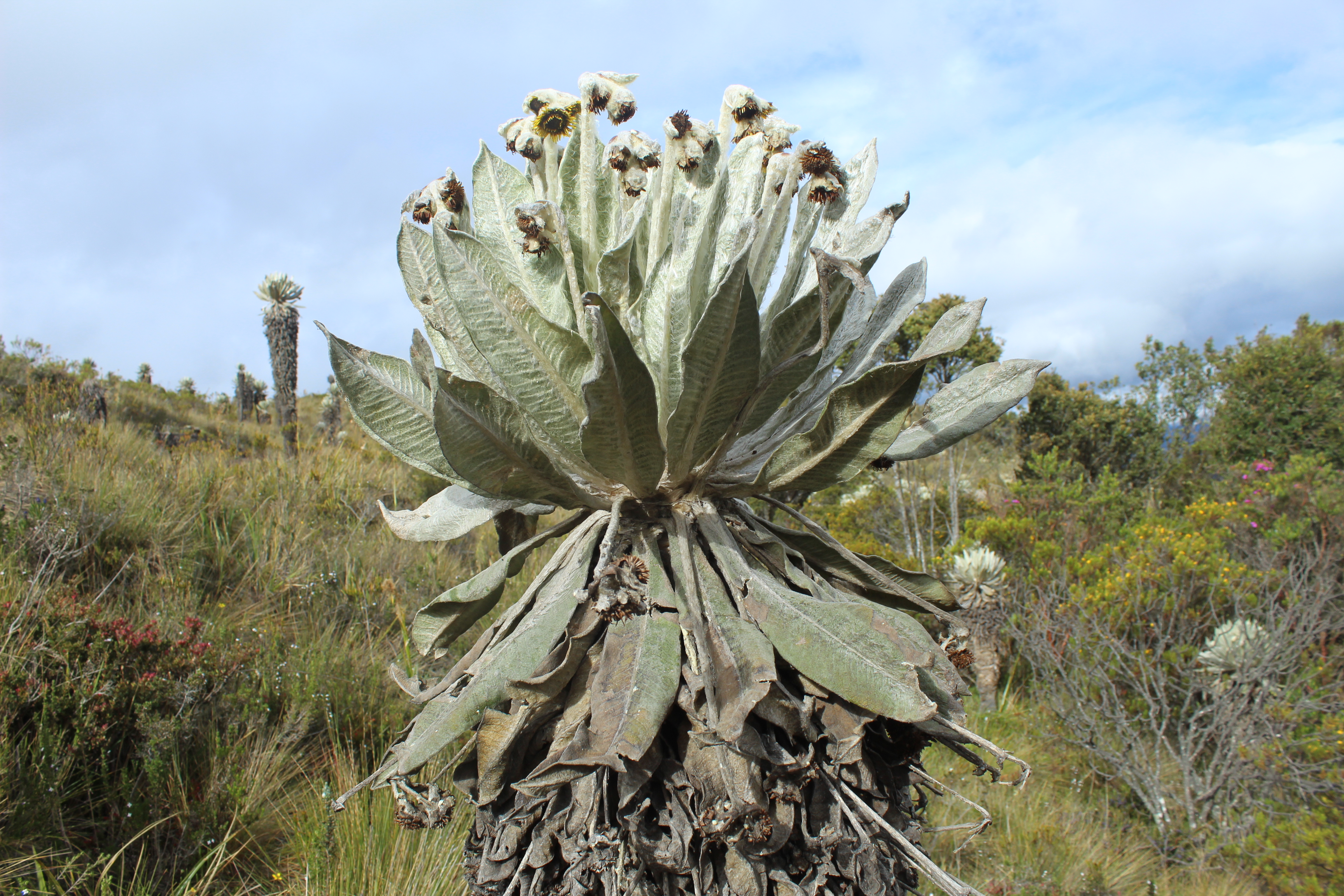
Espeletia incana en el Páramo de la Rusia, Boyacá, Colombia

- Espeletia argentea Humb. & Bonpl.
- Espeletia ariana Rodr.-Cabeza & S.Díaz
- Espeletia aristeguietana Cuatrec.
- Espeletia atropurpurea A.C.Sm.
- Espeletia azucarina Cuatrec.
- Espeletia barclayana Cuatrec.
- Espeletia batata
- Espeletia boyacensis Cuatrec.
- Espeletia brachyaxiantha S.Diaz
- Espeletia brassicoidea Cuatrec.
- Espeletia cabrerensis Cuatrec.
- Espeletia cachaluensis Rodr.-Cabeza & S.Díaz
- Espeletia canescens A.C.Sm.
- Espeletia chontalensis Rodr.-Cabeza & S.Díaz
- Espeletia congestiflora Cuatrec.
- Espeletia curialensis Cuatrec.
- Espeletia grandiflora Humb. & Bonpl. - [16]
- Espeletia hartwegiana Sch.Bip.
- Espeletia incana Cuatrec.
- Espeletia killipii Cuatrec.
- Espeletia lopezii Cuatrec.
- Espeletia nemekenei Cuatrec.
- Espeletia paipana S. Díaz & Pedraza
- Espeletia pycnophylla Cuatrec.
- Espeletia ramosa Mavárez & Becerra[17]
- Espeletia restricta Alzate & Giraldo[18]
- Espeletia schultzii Wedd.
- Espeletia semiglobulata Cuatrec.
- Espeletia summapacis Cuatrec.
- Espeletia uribei Cuatrec.
- Espeletia weddellii Sch.Bip.

Carramboa
- Espeletia badilloi  Cuatrec.
- Espeletia trujillensis Cuatrec.

Coespeletia
- Espeletia albarregensis (Cuatrec.) Mavarez
- Espeletia elongata A.C.Sm.
- Espeletia moritziana Sch.Bip. ex Wedd.
- Espeletia spicata Sch.Bip. ex Wedd.
- Espeletia thyrsiformis A.C.Sm.
- Espeletia timotensis Cuatrec.

Espeletiopsis
- Espeletia angustifolia Cuatrec.
- Espeletia betancurii Rodr.-Cabeza, S.Díaz & Gal.-Tar.
- Espeletia caldasii Cuatrec.
- Espeletia colombiana Cuatrec.
- Espeletia corymbosa Humb. & Bonpl.
- Espeletia funckii Sch.Bip. ex Wedd.
- Espeletia garciae Cuatrec.
- Espeletia guacharaca S.Díaz
- Espeletia insignis Cuatrec.
- Espeletia jimenez-quesadae Cuatrec.
- Espeletia muiska Cuatrec.
- Espeletia pannosa Standl.
- Espeletia petiolata Cuatrec.
- Espeletia pleiochasia Cuatrec.
- Espeletia purpurascens Cuatrec.
- Espeletia sanchezii S.Díaz & Obando
- Espeletia santanderensis A.C.Sm.
- Espeletia sclerophylla Cuatrec.
- Espeletia trianae Cuatrec.

Libanothamnus
- Espeletia arborea Aristeg.
- Espeletia banksiifolia Sch.Bip. & Ettingsh. ex Wedd.
- Espeletia divisoriensis Cuatrec.
- Espeletia griffinii Ruíz-Terán & López-Fig.
- Espeletia liscanoana Cuatrec.
- Espeletia lucida Aristeg.
- Espeletia neriifolia Sch.Bip. ex Sch.Bip.	- incienso de Caracas[19]
- Espeletia occulta S.F.Blake
- Espeletia parvula Cuatrec.
- Espeletia spectabilis Cuatrec.
- Espeletia tamana Cuatrec.

Paramiflos
- Espeletia glandulosa Cuatrec.

Ruilopezia
- Espeletia atropurpurea A.C.Sm.
- Espeletia bracteosa Standl.
- Espeletia bromelioides Cuatrec.
- Espeletia cardonae Cuatrec.
- Espeletia cuatrecasasii Ruíz-Terán & López-Fig.
- Espeletia emmanuelis Cuatrec.
- Espeletia figueirasii Cuatrec.
- Espeletia floccosa Standl.
- Espeletia grisea Standl.
- Espeletia hanburiana Cuatrec.
- Espeletia jabonensis Cuatrec.
- Espeletia jahnii Standl.
- Espeletia leucactina Cuatrec.
- Espeletia lindenii Sch.Bip. ex Wedd.
- Espeletia lopez-palacii Ruíz-Terán & López-Fig.
- Espeletia marcescens S.F.Blake
- Espeletia margarita Cuatrec.
- Espeletia paltonioides Standl.
- Espeletia ruizii Cuatrec.
- Espeletia usubillagae Cuatrec.
- Espeletia vergarae Cuatrec. & López-Fig.
- Espeletia viridis Aristeg.

Tamania
- Espeletia chardonii A.C.Sm

- Espeletia saboyana Nueva Especie reportada en Colombia por el Instituto Humboldt